# مانوئلا جولیانو
مانوئلا جولیانو (به ایتالیایی: Manuela Giugliano) (زادهٔ ۱۸ اوت ۱۹۹۷ میلادی؛ در کاستلفرانکو ونتو، ایتالیا) یک بازیکن زن فوتبال اهل کشور ایتالیا است.وی در پست هافبک برای تیم باشگاهی زنان آ.ث. میلان و همچنین تیم ملی فوتبال زنان ایتالیا بازی می‌کند.

## پیشهٔ باشگاهی
جولیانو برای باشگاه ای‌سی‌اف‌دی پوردنونه و پیش از پیوستنش در سال ۲۰۱۴ به باشگاه فوتبال زنان ای.اس. دی تورس کالچو بازی می‌کرد. یک سال پس از آن جولیانو یک قرارداد با باشگاه فوتبال زنان آتلانتا موتزانیچا کالچو دیلتنتستیک به امضا رساند. در ۲۲ سپتامبر ۲۰۱۶ قراردادی با باشگاه فوتبال زنان ورونا امضا کرد. پس از آن در سال ۲۰۱۷ به تیم باشگاه فوتبال زنان ای.سی. اف برشا پیوست.

## پیشهٔ ملی
جولیانو برای بازی در تیم ملی فوتبال زنان زیر ۱۷ سال ایتالیا و برای بازی در جام جهانی فوتبال زنان زیر ۱۷ سال ۲۰۱۴ به این تیم دعوت شد. او در این مسابقات شش بازی انجام داد و سه بار موفق به گلزنی شد. او همچنین برای شرکت در مسابقات فوتبال زنان زیر ۱۷ سال اروپا ۲۰۱۴ نیز به تیم ملی زیر ۱۷ سال زنان ایتالیا دعوت شد. جولیانو نخستین بازی ملی خود را در تیم بزرگسالان در بازی مقابل اوکراین و در تاریخ ۲۵ اکتبر ۲۰۱۴ انجام داد که این بازی با نتیجهٔ ۲–۱ به نفع ایتالیا به پایان رسید.
وی نخستین گل ملی خود را در این تیم در بازی مقابل تیم ملی فوتبال زنان گرجستان و در دقیقهٔ ۲۳ به ثمر رساند که نتیجه این بازی ۶–۱ به نفع تیم ایتالیا بود. مانوئلا توسط مربی ایتالیا آنتونیو کابرینی برای حضور در مسابقات فوتبال زنان اروپا ۲۰۱۷ به تیم ملی دعوت شد.

## افتخارات
تیم زیر ۱۷ سال ایتالیا
مقام سوم
- جام جهانی فوتبال زنان زیر ۱۷ سال:۲۰۱۴
- مسابقات فوتبال زنان زیر ۱۷ سال اروپا:۲۰۱۴